# Brachinus chalchihuitlicue
Brachinus chalchihuitlicue är en skalbaggsart som beskrevs av Terry Erwin. Brachinus chalchihuitlicue ingår i släktet Brachinus och familjen jordlöpare. Inga underarter finns listade i Catalogue of Life.